# 林建生
林建生（1901年7月—1952年7月），生於日治台灣臺北廳和尚洲水河村（今新北市蘆洲區），企業家，經營碾米場，曾任蘆洲鄉鄉民代表，由於都在三重、蘆洲一帶發展經商，成為商業界「三重幫」的起源。

## 生平
林建生於六昆仲中排行第三，其父林和尚、母陳乃媽。1912年進入糕餅店做學徒。1917年開設雜貨店。1919年，開設林合發碾米場，同時購買耕地，為自耕農。林建生將獲利，都用於購買土地，壂定其子後來的生意基礎。1945年，日本投降，第二次世界大戰結束，中華民國政府接管台灣。1948年，任台北縣蘆洲鄉（今新北市蘆洲區）第二屆鄉民代表。1952年過世，留下「余信為善必有福報，祖考有德，必可嘉蔭子孫，因之一生尚儉樸實，行誼進退但求心安，不辱先人名節」的家訓。
安葬於臺北縣五股鄉觀音山天乙寺附近的私人墓園。

## 紀念

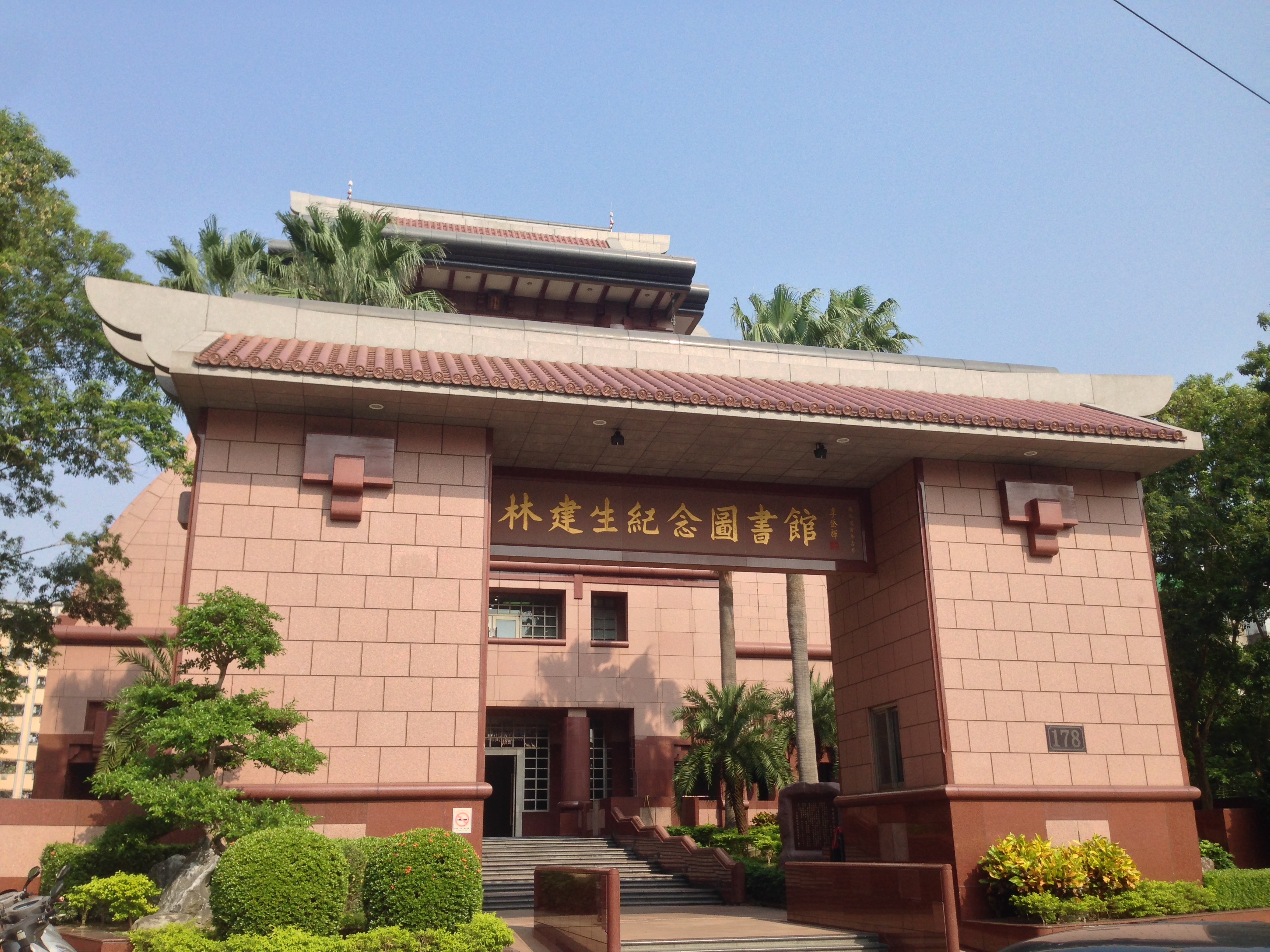
林建生紀念圖書館

林建生辭世後，長媳林謝罕見、次子林堉璘與三子林榮三於1970年捐資成立「財團法人紀念林建生教育基金會」以推廣社區文化教育活動。該基金會於1990年6月選址蘆洲三民路178號興建「林建生紀念圖書館」，由建築師李祖原及王重平設計，為一具備傳統元素的現代建築。1998年12月竣工，總統李登輝親題匾額。全館佔地700餘坪，樓高31米，地上五層、地下一層。1樓大廳樹立林建生銅像一座，後側壁上書有「勤奮、誠信、思源」字樣。1樓與地下樓為多功能藝文空間，定期舉辦各項講座、音樂會、研習班、展覽等活動，2、3樓設置閱覽室。該圖書館目前尚無藏書，僅提供閱覽空間。
2004年，林建生於蘆洲仁愛街70巷巷口附近的故居舊址配合臺北縣政府推動之蘆洲水湳里環境改造計劃，闢為「建生公園」。

## 家庭
其妻鄭查某（1904年-1979年），兩人在1919年結婚。婚後生有五女（林說、林好、林足、林滿、林盡）三子（林堉琪、林堉璘與林榮三）。
其次女林滿，嫁給臺北縣議會議長、「國順建設」集團創辦人陳萬富。五女林盡，作為童養媳嫁給翻砂石工人陳安，長子陳政忠為「宏福建設」創辦人。
其子林堉琪、林堉璘與林榮三創辦宏國建設，形成了三重幫。
其子女捐助成立林建生文教基金會。

## 外部連結
- 林建生文教基金會－〈林建生小傳〉 （页面存档备份，存于）